# Listermål
Listermålet eller Listerlandsk er en skånsk dialekt i Listerlandet i Blekinge. Listerlandet blev i 1648 indlemmet i Blekinge, men dialekten der regnes endnu under den nordøstlige variant af skånsk. Det er kun få, som stadig taler Listermålet. Listermålet og skånsk indordnes af dansk sprogvidenskab traditionelt som østdanske dialekter og af svensk sprogvidenskab som sydsvenske dialekter.
Listermålet har tydelig diftongering som det øvrige skånsk. Konsonanterne p, t og k bliver efter lang vokal til b, d og g.